# Dimetilglicin
Dimetilglicin (DMG) je derivat aminokiseline glicina sa strukturnom formulom . On je prisutan u pasulju i jetri. On se može formirati iz trimetilglicina nakon gubitka jedne od njegovih metil grupa. On je takođe nusproizvod metabolizma holina.

## Upotrebe
Dimetilglicin je predložen za moguću primenu kao sredstvo za poboljšanje atletske performance, imunostimulant, i za tretman autizma, epilepsije, i mitohondrijalne bolesti. Objavljene studije su pokazale da nema znatne razlike imeđu tretmana autiyma DMG-om i placebom.